# Uzla, Pınarbaşı
Uzla är en by i distriktet Pınarbaşı i provinsen Kastamonu i norra Turkiet.

## Befolkning
| År   | Befolkning |
| ---- | ---------- |
| 2012 | 160        |
| 2011 | 159        |
| 2010 | 151        |
| 2009 | 154        |
| 2008 | 172        |
| 2007 | 155        |
| 2000 | 190        |
| 1990 | 296        |